# Rio Timbó (vattendrag i Brasilien, Santa Catarina, lat -26,28, long -50,92)
Rio Timbó är ett vattendrag i Brasilien.   Det ligger i delstaten Santa Catarina, i den södra delen av landet, 1 200 km söder om huvudstaden Brasília.
I omgivningarna runt Rio Timbó växer huvudsakligen savannskog. Runt Rio Timbó är det glesbefolkat, med 9 invånare per kvadratkilometer.